# 馬克薩季哈區
57°47′48″N 35°53′04″E / 57.79667°N 35.88444°E
馬克薩季哈區（俄语：Максатихинский район），是俄羅斯的一個區，位於該國西部，由特維爾州負責管轄，面積2,766平方公里，2010年該區人口16,723，人口密度每平方公里6.05人。